# Algernon Kingscote
Algernon Robert Fitzhardinge "Algy" Kingscote MC (3 de diciembre de 1888 – 21 de diciembre de 1964) fue un jugador de tenis británico, quien ganó el evento de individuales masculinos en los Campeonatos Australasianos en 1919. Kingscote también compitió en los Juegos Olímpicos de 1924 en París. Nació en Bangalore, India, en 1888.

## Carrera de tenis
Algernon Kingscote aprendió a jugar al tenis en las canchas del Château-d'Œx Club en Suiza, donde ganó numerosos campeonatos. En sus primeros años entrenó con el joven jugador estadounidense R. Norris Williams. Fue coronado campeón suizo en 1908  y campeón de Bengala en 1913. Obtuvo el título de los Kent Championships durante cuatro años consecutivos entre 1919 y 1922 y en total ganó el título seis veces. En Wimbledon 1919, Kingscote venció a William Laurentz, Max Decugis y Pat O'Hara Wood antes de perder en la final de todos los competidores contra Gerald Patterson. Ganó el título de individuales en los Campeonatos Australasianos de 1919, junto con la primera Medalla Conmemorativa Anthony Wilding, venciendo a Eric Pockley de New South Wales en la final en sets corridos. En el Campeonato de Wimbledon de 1920 alcanzó la final de dobles junto a James Cecil Parke pero eventualmente perdió contra el equipo de Garland–Williams. En 1921, Kingscote fue subcampeón en los Masters de Montecarlo perdiendo contra su compatriota Gordon Lowe en cuatro sets. Representó a Gran Bretaña en la Davis Cup siete veces entre 1919 y 1924, compilando un récord de 9-8 en victorias y derrotas. En la primera ronda del Campeonato de Wimbledon 1922 contra Leslie Godfree, establecieron la rutina de saludar al palco real haciendo una reverencia frente a él, una tradición que estuvo vigente hasta 2003. Ganó el Torneo de Queen's Club en 1924 venciendo a Gordon Lowe en cuatro sets en la final.

### Estilo de juego
El cuartofinalista estadounidense de los Campeonatos de EE. UU., Dean Mathey, describió su estilo como "bien equilibrado" en 1920, en el momento en que era considerado el mejor jugador británico de exteriores. Favorecía el voleo y tenía buenos golpes de fondo. Su servicio era justo pero su juego carecía de velocidad y fuerza. Al año siguiente, el jugador profesional número uno del mundo, Bill Tilden, coincidió con Mathey en que su juego estaba bien equilibrado pero le faltaba velocidad. Describió sus golpes como bien medidos, su servicio como rápido, con slice, bien colocado, medido, torcido y hábilmente disfrazado y su estilo como uno defensivo que se basaba principalmente en sus devoluciones de media volea desde la línea de fondo. Destacó la posición en la cancha y las buenas habilidades de voleo de Kingscote como una compensación para la apariencia más bien baja de Kingscote. Kingscote se adaptó a la combinación del ataque en la red y el juego desde la línea de fondo, lo cual Tilden elogió como un factor clave del estilo de tenis exitoso. Su golpe favorito era el de derecha cruzada. Su revés era constante, preciso y engañoso.

## Vida personal
Algernon Kingscote nació el 3 de diciembre de 1888, hijo del teniente coronel Howard Kingscote (n. 29 de abril de 1845, f. 17 de marzo de 1917) y de la famosa novelista Adeline Wolff, conocida como Lucas Cleeve. Tenía dos hermanos, Henry Robert Fitzhardinge Kingscote (n. 1 de octubre de 1887) e Iris Adeline Harriett Augusta Kingscote (n. 5 de agosto de 1886, f. 8 de junio de 1970). Al igual que su padre, se unió al ejército en 1910 sirviendo en la Royal Garrison Artillery. Era subteniente cuando estaba destinado en Plympton, Devon, en 1911. Participó en la Primera Guerra Mundial, donde luchó en la Primera Batalla del Aisne alcanzando el rango de teniente coronel y recibiendo la Cruz Militar. Después de la guerra, volvió a competir en torneos de tenis y fue nombrado capitán del equipo de la Copa Davis de Gran Bretaña, mientras aún servía en el ejército como coronel. Se casó con Marjorie Paton Hindley, hija de Douglas C. P. Hindley, el 9 de septiembre de 1919, y tuvo dos hijas, Rachel y Marjorie, y posteriormente un hijo, David, quien murió el 5 de septiembre de 1945 a los 20 años en Birmania, en acción de combate. A la edad de 52 años, al estallar la Segunda Guerra Mundial, fue enviado de nuevo a la acción. Falleció el 21 de diciembre de 1964 en Woking, Surrey, Gran Bretaña.

## Finales de Grand Slam

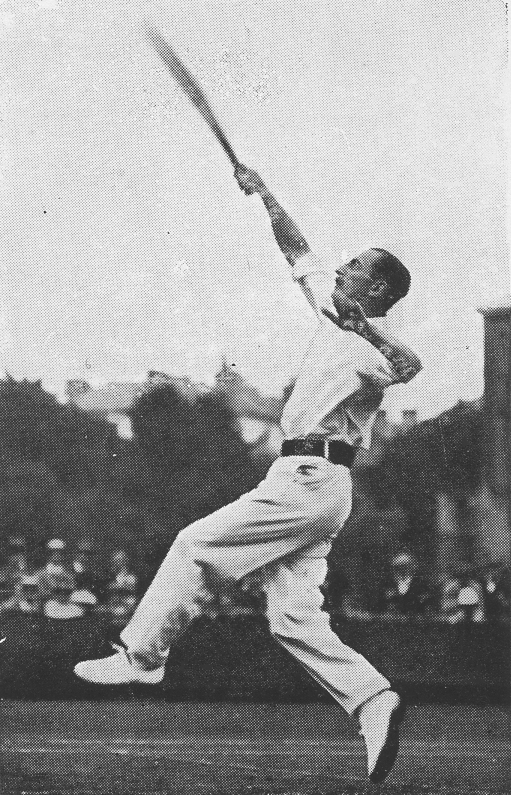
Algernon Kingscote smash

### Individuales
| Resultado | Año  | Campeonato                 | Superficie | Oponente         | Resultado     |
| --------- | ---- | -------------------------- | ---------- | ---------------- | ------------- |
| Victoria  | 1919 | Campeonatos Australasianos | Hierba     | Eric Pockley     | 6–4, 6–0, 6–3 |
| Derrota   | 1919 | Campeonatos de Wimbledon   | Hierba     | Gerald Patterson | 6–2, 6–1, 6–3 |

### Dobles
| Resultado | Año  | Campeonato              | Superficie | Compañero         | Oponentes                        | Resultado          |
| --------- | ---- | ----------------------- | ---------- | ----------------- | -------------------------------- | ------------------ |
| Derrota   | 1920 | Wimbledon Championships | Hierba     | James Cecil Parke | Chuck Garland R. Norris Williams | 6–4, 4–6, 5–7, 2–6 |

#### World Hard Court Championships
| Resultado | Año  | Campeonato     | Superficie | Compañero   | Oponentes                  | Resultado           |
| --------- | ---- | -------------- | ---------- | ----------- | -------------------------- | ------------------- |
| Derrota   | 1914 | Stade Français | Arcilla    | Arthur Gore | Max Decugis Maurice Germot | 6–1, 11–9, 6–8, 6–2 |